# Sarable
Sarable (pers. سرابله) – miasto w Iranie, w ostanie Ilam. W 2006 roku liczyło 9703 mieszkańców.